# Корнев, Константин Арсеньевич
Константи́н Арсе́ньевич Ко́рнев (15 (28) мая 1908, Сосница — 8 октября 1974, там же) — советский химик украинского происхождения.

## Биография
В 1923 году Корнер закончил начальную школу и стал учиться в Кролевецкой профессиональной школе на специальность «слесарь». В 1930 году окончил Киевский фармацевтический институт по специальности «провизор». В 1933 году заканчивает аспирантуру по специальности «химик-органик». По заданию Главного химически- военного управления изучал индикацию и дегазацию ядовитых веществ и противоопухолевых препаратов.
В 1939—1957 годах работал в Институте органической химии АН УССР. В 1939 году Корнев разрабатотал ряд аналитических методов и реакций. Тогда же ему была присуждена степень кандидата химических наук без защиты диссертации.
Во времени Второй мировой войны — начальник лабратории в Центральном научно-исследовательском военно-химическом полигоне РА.
С 1945 одновременно работает в Институте органической химии и в Украинском санитарно-химическом научно-исследовательском институте . До 1962 года заведовал основанной им лабораторией, где проводились опыты по созданию противоопухолевых препаратов.
С 1958 по 1965 год являлся директором Института химии высокомолекулярных соединений АН УССР, одновременно руководил сектором полимеров и лабораторией термостойких полимеров Института химии полимерных материалов АН УССР.
Он был председателем Координационного совета по проблеме «полимеры», координировал работу всех научно-исследовательских учреждений и промышленных лабораторий в области полимерной химии на Украине.
К. А. Корнев подготовил 1 доктора и 20 кандидатов наук. Он является автором более 200 научных работ и 30 авторских свидетельств СССР на изобретения.
Умер 8 октября 1974 года и похоронен в Соснице. На его надгробии находится надпись «Замечательному человеку, учёному, другу от матери, сестры, друзей, учеников».

## Научные работы
Его научные работы посвящены органическому синтезу новых эффективных противораковых препаратов, также термостойких пластических масс. При формировании научного направления института Константин Арсеньевич придавал большое значение развитию синтеза новых мономеров, разработке новых методов, синтеза термостойких пливко- и волокнообразующих полимеров, исследованию свойств.
К. А. Корнев возглавил лабораторию синтеза полимеров и начал работы в области химии триазина и его производных. Были разработаны способы получения полимерных материалов с применением производных симметричного триазина как комономерив. Первый полиуретан в институте синтезирован под руководством Корнева. Был исследовано синтез полимеров различных структур, содержащих уретановые группы. Разработан безизоцианатний способ получения полиуретанов на основе хлорсодержащих диаминов. Проводился синтез новых диолов, диизоцианатов, гликолей и диаминов. На основе жирноароматичних диолов разработаны жизнеспособные композиции, способные к получению материалов литьем. Синтезирован хлорсодержащие етерогликоли и получено огнезащитные полимеры, имеющие хорошую адгезию к стали. Разработан способ синтеза термостойких гидроксилсодержащих полиоксазолидониев.

## Публикации
- Корнев К. А., Проценко Л. Д. Арилдиэтилентриамиды фосфорной кислоты // Укр. хим. журн. — 1956. — Т. 22. — С. 782—783.
- Хоменкова К. К., Корнев К. А. В-Алкоксиэтил-ди-(В-хлорэтил)-амины // Укр. хим. журн.. — 1956. — Т. 22. — С. 784—786.
- Л. Д. Проценко, К. А. Корнев, Ю. И. Богодист. Синтез некоторых фторсодержащих ацил- и арилдиэтилентриамидов фосфорной кислоты // Укр. хим. журн. — 1961. — Т. 27. — С. 357—359.
- Л. И. Човник, З. Н. Пазенко, А. К. Корнев, К. К. Хоменкова. Синтез 5-алкил-1,3-диаллилизоциануратов // Журн. органической химии. — 1961. — Т. 1. — С. 1742—1743.

## Память
- Именем Корнева названа одна из улиц Сосницы.